# Sportkegel-Weltmeisterschaft 2009

Logo

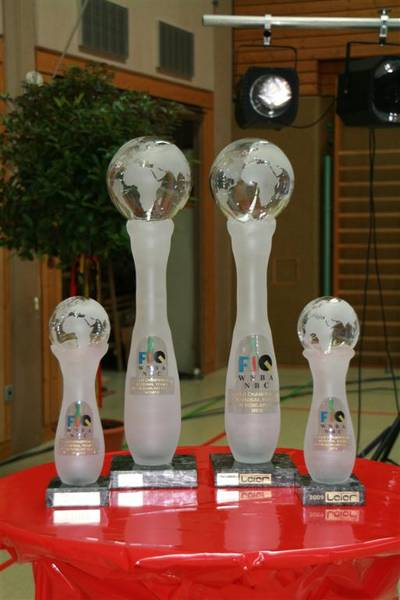
NBC-Pokal

Die Weltmeisterschaft im Sportkegeln Classic 2009 fand vom 7. bis 23. Mai 2009 in Dettenheim statt. Der ausrichtende Verein war der Kegelverein Liedolsheim. Die Wettbewerbe wurden in der Schulsporthalle in Dettenheim ausgetragen.
Vom 7. bis 13. Mai fand dabei die U18-Weltmeisterschaft statt, vom 14. bis 23. Mai die Weltmeisterschaft der Damen- und Herrenmannschaften.
Am 7. Mai 2009 um 19.30 Uhr fand die Eröffnungsfeier statt.

## Teilnehmer
In beiden Klassen treten jeweils Starter aus insgesamt 20 Nationen an. In den Mannschaftswettbewerben werden bei den Herren 20 Teams und bei den Damen 15 Teams antreten.
| - Bosnien und Herzegowina - Deutschland - Dänemark - Estland - Frankreich - Italien - Katalonien - Kroatien - Nordmazedonien - Montenegro | - Österreich - Polen - Rumänien - Schweden - Schweiz - Serbien - Slowakei - Slowenien - Tschechien - Ungarn |

## Qualifikation
Für die Gruppenphase der Mannschaftswettbewerbe der Herren finden vor der Vorrunde zwei Qualifikationsspiele um die letzten Gruppenplätze in der Gruppe A und der Gruppe D statt.
| Do, 14. Mai 2009, 12:00 Uhr |   |          |     |
| Montenegro                  | – | Dänemark | 7:1 |
| Do, 14. Mai 2009, 14:30 Uhr |   |          |     |
| Schweden                    | – | Estland  | 3:5 |

Die beiden verlierenden Mannschaften Schweden und Dänemark bestritten am 17. Mai 2009 ein Spiel um den 17. und 18. Platz. Nachdem das erste Spiel 4:4 unentschieden endete, musste ein zweites Spiel entscheiden, welches Schweden klar mit 7:1 gewann.
| 17. Mai 2009 | 8:00 Uhr | Schweden | – | Dänemark |  | 7:1 |

Nach diesem Spiel ist Schweden 17. und Dänemark 18. der Weltmeisterschaft.

## Spielergebnisse Team Vorrunde

### Herren – Gruppe A
| Rang | Land       | Punkte |
| ---- | ---------- | ------ |
| 1    | Ungarn     | 20:4   |
| 2    | Tschechien | 14:10  |
| 3    | Österreich | 13:11  |
| 4    | Estland    | 1:23   |

| Sa, 16. Mai 2009, 14:30 Uhr |   |            |     |
| Ungarn                      | – | Estland    | 8:0 |
| Sa, 16. Mai 2009, 17:45 Uhr |   |            |     |
| Österreich                  | – | Tschechien | 4:4 |
| Mo, 18. Mai 2009, 8:00 Uhr  |   |            |     |
| Ungarn                      | – | Tschechien | 6:2 |
| Mo, 18. Mai 2009, 11:15 Uhr |   |            |     |
| Österreich                  | – | Estland    | 7:1 |
| Mi, 20. Mai 2009, 11:15 Uhr |   |            |     |
| Ungarn                      | – | Österreich | 6:2 |
| Mi, 20. Mai 2009, 11:15 Uhr |   |            |     |
| Tschechien                  | – | Estland    | 8:0 |

### Herren – Gruppe B
| Rang | Land      | Punkte |
| ---- | --------- | ------ |
| 1    | Rumänien  | 20:4   |
| 2    | Slowenien | 12:12  |
| 3    | Slowakei  | 11:13  |
| 4    | Italien   | 5:19   |

| Sa, 16. Mai 2009, 8:00 Uhr  |   |           |     |
| Rumänien                    | – | Italien   | 6:2 |
| Sa, 16. Mai 2009, 11:15 Uhr |   |           |     |
| Slowenien                   | – | Slowakei  | 6:2 |
| Mo, 18. Mai 2009, 14:30 Uhr |   |           |     |
| Rumänien                    | – | Slowakei  | 6:2 |
| Mo, 18. Mai 2009, 17:45 Uhr |   |           |     |
| Slowenien                   | – | Italien   | 6:2 |
| Mi, 20. Mai 2009, 8:00 Uhr  |   |           |     |
| Rumänien                    | – | Slowenien | 8:0 |
| Mi, 20. Mai 2009, 8:00 Uhr  |   |           |     |
| Slowakei                    | – | Italien   | 7:1 |

Im Gruppenspiel zwischen Rumänien und Slowenien am 20. Mai 2009 erzielte die rumänische Mannschaft mit 3966 Kegel einen neuen Weltrekord.

### Herren – Gruppe C
| Rang | Land                    | Punkte |
| ---- | ----------------------- | ------ |
| 1    | Serbien                 | 19:5   |
| 2    | Nordmazedonien          | 13:11  |
| 3    | Kroatien                | 11:13  |
| 4    | Bosnien und Herzegowina | 5:19   |

| Sa, 16. Mai 2009, 8:00 Uhr  |   |                         |     |
| Mazedonien                  | – | Bosnien und Herzegowina | 5:3 |
| Sa, 16. Mai 2009, 11:15 Uhr |   |                         |     |
| Kroatien                    | – | Serbien                 | 2:6 |
| Mo, 18. Mai 2009, 14:30 Uhr |   |                         |     |
| Mazedonien                  | – | Serbien                 | 2:6 |
| Mo, 18. Mai 2009, 17:45 Uhr |   |                         |     |
| Kroatien                    | – | Bosnien und Herzegowina | 7:1 |
| Mi, 20. Mai 2009, 14:30 Uhr |   |                         |     |
| Mazedonien                  | – | Kroatien                | 6:2 |
| Mi, 20. Mai 2009, 14:30 Uhr |   |                         |     |
| Serbien                     | – | Bosnien und Herzegowina | 7:1 |

Im ersten Spiel der Gruppe am 16. Mai 2009 zwischen Mazedonien und Bosnien und Herzegowina konnte der Mazedonier Boris Benedik mit 698 Kegeln einen neuen Weltrekord aufstellen. Nachdem die Bosnier kurz darauf trotz der guten mazedonischen Leistungen zum 3:3 ausglichen konnten die Mazedonier jedoch nach weiteren Top-Punktzahlen das Spiel noch mit 5:3 gewinnen. Im zweiten Spiel zwischen Kroatien und Serbien trennten die beiden Teams am Ende nur 12 Kegel in der Gesamtpunktzahl. Nach Teampunkten gewann jedoch Serbien klar mit 2:6.

### Herren – Gruppe D
| Rang | Land        | Punkte |
| ---- | ----------- | ------ |
| 1    | Deutschland | 23:1   |
| 2    | Frankreich  | 15:9   |
| 3    | Polen       | 9:15   |
| 4    | Montenegro  | 1:23   |

| Sa, 16. Mai 2009, 14:30 Uhr |   |            |     |
| Deutschland                 | – | Montenegro | 8:0 |
| Sa, 16. Mai 2009, 17:45 Uhr |   |            |     |
| Polen                       | – | Frankreich | 2:6 |
| Mo, 18. Mai 2009, 8:00 Uhr  |   |            |     |
| Deutschland                 | – | Frankreich | 7:1 |
| Mo, 18. Mai 2009, 11:15 Uhr |   |            |     |
| Polen                       | – | Montenegro | 7:1 |
| Mi, 20. Mai 2009, 17:45 Uhr |   |            |     |
| Deutschland                 | – | Polen      | 8:0 |
| Mi, 20. Mai 2009, 17:45 Uhr |   |            |     |
| Frankreich                  | – | Montenegro | 8:0 |

### Damen – Gruppe A
| Rang | Land       | Punkte |
| ---- | ---------- | ------ |
| 1    | Österreich | 16:8   |
| 2    | Slowenien  | 16:8   |
| 3    | Tschechien | 14:10  |
| 4    | Dänemark   | 2:22   |

| Fr, 15. Mai 2009, 14:30 Uhr |   |            |     |
| Slowenien                   | – | Dänemark   | 7:1 |
| Fr, 15. Mai 2009, 17:45 Uhr |   |            |     |
| Tschechien                  | – | Österreich | 5:3 |
| So, 17. Mai 2009, 8:00 Uhr  |   |            |     |
| Slowenien                   | – | Österreich | 3:5 |
| So, 17. Mai 2009, 11:15 Uhr |   |            |     |
| Tschechien                  | – | Dänemark   | 7:1 |
| Di, 19. Mai 2009, 11:15 Uhr |   |            |     |
| Slowenien                   | – | Tschechien | 6:2 |
| Di, 19. Mai 2009, 11:15 Uhr |   |            |     |
| Österreich                  | – | Dänemark   | 8:0 |

### Damen – Gruppe B
| Rang | Land                    | Punkte |
| ---- | ----------------------- | ------ |
| 1    | Slowakei                | 18:6   |
| 2    | Serbien                 | 15:9   |
| 3    | Nordmazedonien          | 8:16   |
| 4    | Bosnien und Herzegowina | 7:17   |

| Fr, 15. Mai 2009, 8:00 Uhr  |   |                         |     |
| Slowakei                    | – | Mazedonien              | 6:2 |
| Fr, 15. Mai 2009, 11:15 Uhr |   |                         |     |
| Serbien                     | – | Bosnien und Herzegowina | 6:2 |
| So, 17. Mai 2009, 14:30 Uhr |   |                         |     |
| Slowakei                    | – | Bosnien und Herzegowina | 6:2 |
| So, 17. Mai 2009, 17:45 Uhr |   |                         |     |
| Serbien                     | – | Mazedonien              | 7:1 |
| Di, 19. Mai 2009, 8:00 Uhr  |   |                         |     |
| Slowakei                    | – | Serbien                 | 6:2 |
| Di, 19. Mai 2009, 8:00 Uhr  |   |                         |     |
| Bosnien und Herzegowina     | – | Mazedonien              | 3:5 |

### Damen – Gruppe C
| Rang | Land        | Punkte   |
| ---- | ----------- | -------- |
| 1    | Deutschland | 21:3     |
| 2    | Kroatien    | 16:8     |
| 3    | Ungarn      | 8,5:15,5 |
| 4    | Estland     | 2,5:21,5 |

| Fr, 15. Mai 2009, 8:00 Uhr  |   |          |         |
| Deutschland                 | – | Estland  | 8:0     |
| Fr, 15. Mai 2009, 11:15 Uhr |   |          |         |
| Ungarn                      | – | Kroatien | 2:6     |
| So, 17. Mai 2009, 14:30 Uhr |   |          |         |
| Deutschland                 | – | Kroatien | 5:3     |
| So, 17. Mai 2009, 17:45 Uhr |   |          |         |
| Ungarn                      | – | Estland  | 6,5:1,5 |
| Di, 19. Mai 2009, 14:30 Uhr |   |          |         |
| Deutschland                 | – | Ungarn   | 8:0     |
| Di, 19. Mai 2009, 14:30 Uhr |   |          |         |
| Kroatien                    | – | Estland  | 7:1     |

### Damen – Gruppe D
| Rang | Land     | Punkte |
| ---- | -------- | ------ |
| 1    | Rumänien | 11:5   |
| 2    | Polen    | 7:9    |
| 3    | Italien  | 6:10   |
| 4    | n.v.     | -:-    |

| Fr, 15. Mai 2009, 14:30 Uhr |   |         |     |
| Polen                       | – | Italien | 5:3 |
| So, 17. Mai 2009, 11:15 Uhr |   |         |     |
| Rumänien                    | – | Italien | 5:3 |
| Di, 19. Mai 2009, 17:45 Uhr |   |         |     |
| Rumänien                    | – | Polen   | 6:2 |

## Spielergebnisse Zwischenrunde

### Herren Gruppe E
| Rang | Land       | Punkte |
| ---- | ---------- | ------ |
| 1    | Ungarn     | 17:7   |
| 2    | Tschechien | 11:13  |
| 3    | Rumänien   | 11:13  |
| 4    | Slowenien  | 9:15   |

| Do, 21. Mai 2009, 14:30 Uhr |   |           |     |
| Ungarn                      | – | Slowenien | 5:3 |
| Do, 21. Mai 2009, 17:45 Uhr |   |           |     |
| Tschechien                  | – | Rumänien  | 7:1 |
| Fr, 22. Mai 2009, 14:30 Uhr |   |           |     |
| Tschechien                  | – | Slowenien | 2:6 |
| Fr, 22. Mai 2009, 17:45 Uhr |   |           |     |
| Ungarn                      | – | Rumänien  | 6:2 |

### Herren Gruppe F
| Rang | Land           | Punkte |
| ---- | -------------- | ------ |
| 1    | Serbien        | 19:5   |
| 2    | Deutschland    | 14:10  |
| 3    | Nordmazedonien | 8:16   |
| 4    | Frankreich     | 7:17   |

| Do, 21. Mai 2009, 14:30 Uhr |   |             |     |
| Serbien                     | – | Frankreich  | 5:3 |
| Do, 21. Mai 2009, 17:45 Uhr |   |             |     |
| Mazedonien                  | – | Deutschland | 2:6 |
| Fr, 22. Mai 2009, 14:30 Uhr |   |             |     |
| Mazedonien                  | – | Frankreich  | 4:4 |
| Fr, 22. Mai 2009, 17:45 Uhr |   |             |     |
| Serbien                     | – | Deutschland | 7:1 |

Im Spiel zwischen Serbien und Frankreich am 21. Mai 2009 verbesserte der Serbe Vilmoš Zavarko den erst am 16. Mai beim Turnier aufgestellten Weltrekord von Boris Benedik um weitere zwei Kegel und hält den Weltrekord nun mit 700 Kegeln.

### Damen Gruppe E
| Rang | Land       | Punkte |
| ---- | ---------- | ------ |
| 1    | Österreich | 14:10  |
| 2    | Slowenien  | 15:9   |
| 3    | Slowakei   | 11:13  |
| 4    | Serbien    | 8:16   |

| Do, 21. Mai 2009, 8:00 Uhr  |   |          |     |
| Österreich                  | – | Serbien  | 4:4 |
| Do, 21. Mai 2009, 11:15 Uhr |   |          |     |
| Slowenien                   | – | Slowakei | 6:2 |
| Fr, 22. Mai 2009, 8:00 Uhr  |   |          |     |
| Slowenien                   | – | Serbien  | 6:2 |
| Fr, 22. Mai 2009, 11:15 Uhr |   |          |     |
| Österreich                  | – | Slowakei | 7:1 |

### Damen Gruppe F
| Rang | Land        | Punkte |
| ---- | ----------- | ------ |
| 1    | Deutschland | 19:5   |
| 2    | Kroatien    | 13:11  |
| 3    | Rumänien    | 10:14  |
| 4    | Polen       | 6:18   |

| Do, 21. Mai 2009, 8:00 Uhr  |   |          |     |
| Deutschland                 | – | Polen    | 7:1 |
| Do, 21. Mai 2009, 11:15 Uhr |   |          |     |
| Kroatien                    | – | Rumänien | 5:3 |
| Fr, 22. Mai 2009, 8:00 Uhr  |   |          |     |
| Kroatien                    | – | Polen    | 5:3 |
| Fr, 22. Mai 2009, 11:15 Uhr |   |          |     |
| Deutschland                 | – | Rumänien | 8:0 |

Im Spiel zwischen Deutschland und Rumänien erreicht die deutsche Mannschaft einen neuen Frauen-Weltrekord mit insgesamt 3830 Kegeln.

## Halbfinale

### Herren
| 23. Mai 2009 | 11:15 Uhr | Ungarn     | – | Deutschland |  | 2:6 |
| 23. Mai 2009 | 11:15 Uhr | Tschechien | – | Serbien     |  | 1:7 |

### Damen
| 23. Mai 2009 | 8:00 Uhr | Österreich | – | Kroatien    |  | 3:5 |
| 23. Mai 2009 | 8:00 Uhr | Slowenien  | – | Deutschland |  | 1:7 |

## Spiel um Platz 3

### Herren
| 23. Mai 2009 | 14:30 Uhr | Ungarn | – | Tschechien |  | 5:3 |

### Damen
| 23. Mai 2009 | 14:30 Uhr | Slowenien | – | Österreich |  | 7:1 |

## Finale

### Herren
| 23. Mai 2009 | 17:45 Uhr | Deutschland | – | Serbien |  | 3:5 |

### Damen
| 23. Mai 2009 | 17:45 Uhr | Kroatien | – | Deutschland |  | 2:6 |

## U18-Weltmeisterschaft
Die Weltmeisterschaft der unter 18-Jährigen fand vom 7. bis 13. Mai statt. Deutschland konnte dabei seiner Favoriten Rolle gerecht werden, aber auch die osteuropäischen Mannschaften spielten stark auf. Was nicht anders zu erwarten war, hier ist besonders Kroatien zu nennen. Dies spielt sich auch in der Nationenwertung wieder.

### Wettbewerbe
Bei der U18-WM gab es neben dem Mannschaftswettbewerb noch weitere Wettbewerbe.

#### U18 Team
Vier Spieler a 120 Wurf. Die Spieler spielen zu festgelegten Zeiten.
Es ist also immer nur ein Spieler pro Nation auf der Bahn.
Entscheidend für die Vergabe der Platzierung ist die Gesamtkegelzahl.

#### U18 Paar
Zwei Spieler a 120 Wurf. Beide Spieler spielen gleichzeitig nebeneinander.
Entscheidend für die Vergabe der Platzierung ist die Gesamtkegelzahl.

#### U18 Tandem mixed
Je eine Spielerin und ein Spieler, werfen abwechselnd auf einer Bahn gegen ein
gegnerisches Paar auf der Nebenbahn insgesamt 30 Wurf. Das Paar mit der höheren
Kegelzahl erhält einen Punkt. Bei Holzgleichheit wird ein Sudden Victory mit einem
Wurf gespielt. Nach der Vergabe des Punktes wird die Bahn gewechselt und wieder 30 Wurf
im Wechsel gespielt. Das Paar mit dem höheren Ergebnis erhält hier wieder einen Punkt.
Steht es in diesem Satz wieder Unentschieden, wird wieder ein SV mit einem Wurf gespielt.
Steht es nach Sätzen unentschieden, also 1 : 1 wird ein SV mit 2 Wurf in die Vollen bis zur
Entscheidung gespielt. Die Sieger sind eine Runde weiter, die Verlierer scheiden aus.

#### U18 Single Sprint
Ein Spieler spielt 10 Wurf in die Vollen und 10 Wurf ins Abräumen gegen den zugelosten Gegner. Die höhere Kegelzahl erhält einen Punkt. Bei Kegelgleichheit wird ein SV (Sudden Victory) mit einem Wurf bis zur Entscheidung gespielt. Danach wird die Bahn gewechselt und es werden noch einmal 10/10 Wurf gespielt. Sollte der Satz auch unentschieden stehenwird wieder ein SV bis zur Entscheidung gespielt. Steht es nach Sätzen 1 : 1 wird ein SV mit 3 Wurf in die Vollen bis zur Entscheidung gespielt. Der Sieger kommt eine Runde weiter.

#### U18 Single Classic
Die 16 besten Spieler qualifizieren sich für den Einzelwettbewerb.
Ermittelt werden die 16 Besten aus der Addition der Ergebnisse aus dem Mannschafts sowie dem Paarwettbewerb. Im Einzel werden 120 Wurf (4 × 30 Wurf) gespielt. Der Sieger ist der mit der höchsten Holzzahl.

#### U18 Kombination
Kombinationsweltmeister wird der Spieler mit dem besten Gesamtergebnis aus drei Disziplinen.
Dies sind die Ergebnisse aus der Mannschaft, dem Paarkampf und aus dem Einzelwettbewerb.

### Ergebnisse
Die Ergebnisse der U18-Weltmeisterschaften männlich links und weiblich rechts.

#### U18 Team
| Rang | Land        | Ergebnis |
| ---- | ----------- | -------- |
| 1    | Deutschland | 2473     |
| 2    | Kroatien    | 2427     |
| 3    | Polen       | 2381     |

| Rang | Land     | Ergebnis |
| ---- | -------- | -------- |
| 1    | Kroatien | 2336     |
| 2    | Ungarn   | 2318     |
| 3    | Serbien  | 2294     |

#### U18 Paar
| Rang | Spieler                         | Ergebnis | Land  |
| ---- | ------------------------------- | -------- | ----- |
| 1    | Manuel Weiss & Patrick Krieger  | 1272     | GER 2 |
| 2    | Hrvoje Marinović & Alen Trošelj | 1266     | CRO 2 |
| 3    | Daniel Aubelj & Marlo Bühler    | 1255     | GER 1 |

| Rang | Spieler                                 | Ergebnis | Land  |
| ---- | --------------------------------------- | -------- | ----- |
| 1    | Jasmina Dubić & Mateja Skupnjak         | 1202     | CRO 1 |
| 2    | Jacqueline Neckham & Martina Vegerbauer | 1191     | AUT 1 |
| 3    | Vanessa Welker & Melina Zimmermann      | 1189     | GER 2 |

#### U18 Tandem mixed
| Rang | Spieler                            | Land |
| ---- | ---------------------------------- | ---- |
| 1    | Mateja Skupnjak & Hrvoje Marinović | CRO  |
| 2    | Beatrix Nagy & Patrik Biró         | HUN  |
| 3    | Zuzana Musilová & Jiří Vícha       | CZE  |
| 3    | Sina Beisser & Patrick Krieger     | GER  |

#### U18 Single Sprint
| Rang | Spieler            | Land |
| ---- | ------------------ | ---- |
| 1    | Tobias Saiger      | GER  |
| 2    | Vojtěch Tulka      | CZE  |
| 3    | Peter Nemček       | SVK  |
| 3    | Nermin Hrustemović | BIH  |

| Rang | Spieler             | Land |
| ---- | ------------------- | ---- |
| 1    | Sina Beisser        | GER  |
| 2    | Nika Cvitković      | CRO  |
| 3    | Michaela Javorková  | SVK  |
| 3    | Nicoleta O. Neghină | ROU  |

#### U18 Single Classic
| Rang | Spieler         | Ergebnis | Land |
| ---- | --------------- | -------- | ---- |
| 1    | Dániel Dévényi  | 670      | HUN  |
| 2    | Marlo Bühler    | 657      | GER  |
| 3    | Patrick Krieger | 637      | GER  |

| Rang | Spieler         | Ergebnis | Land |
| ---- | --------------- | -------- | ---- |
| 1    | Nika Cvitković  | 652      | CRO  |
| 2    | Zuzana Musilová | 617      | CZE  |
| 3    | Sina Beisser    | 609      | GER  |

#### U18 Kombination
| Rang | Spieler          | Ergebnis | Land |
| ---- | ---------------- | -------- | ---- |
| 1    | Patrick Krieger  | 1918     | GER  |
| 2    | Hrvoje Marinović | 1913     | CRO  |
| 3    | Marlo Bühler     | 1878     | GER  |

| Rang | Land            | Ergebnis | Land |
| ---- | --------------- | -------- | ---- |
| 1    | Sina Beisser    | 1850     | GER  |
| 2    | Nika Cvitković  | 1830     | CRO  |
| 3    | Zuzana Musilová | 1820     | CZE  |

#### U18 Nationenwertung
| Rang | Land        | Ergebnis |
| ---- | ----------- | -------- |
| 1    | Deutschland | 385      |
| 2    | Kroatien    | 338      |
| 3    | Polen       | 170      |